# Chicago Justice
Chicago Justice é uma série de televisão estadunidense de drama jurídico que foi ao ar na NBC de 1º de março a 14 de maio de 2017. A série foi criada por Dick Wolf e é a quarta parcela da franquia Chicago. Um episódio piloto foi ao ar em 11 de maio de 2016, como parte da terceira temporada de Chicago P.D., antes de ser encomendado como uma série. Em 22 de maio de 2017, a NBC cancelou a série após uma temporada, tornando-se a primeira série da franquia Chicago a terminar. Depois que o show terminou, o personagem de Philip Winchester, Peter Stone, tornou-se regular em Law & Order: Special Victims Unit, onde Chernuchin se tornou o showrunner, enquanto o personagem de Jon Seda, Antonio Dawson, voltou para Chicago P.D.
O programa teve uma audiência média de 8.42 milhões de telespectadores e uma classificação de 1.6 no grupo demográfico de adultos de 18 a 49, em comparação com 1.9 para Chicago P.D. e Chicago Med, com Chicago Fire recebendo uma classificação de 2.3 naquela temporada. Apesar do desempenho do programa ser ligeiramente melhor do que Shades of Blue e Taken, os executivos da NBC afirmaram que o programa foi cancelado devido à sustentabilidade e cessão de imóveis para outros programas.

## Enredo
Chicago Justice segue os promotores e investigadores do Ministério Público do Condado de Cook enquanto eles navegam pela política da área de Chicago, pela arena jurídica e pela cobertura da mídia, enquanto buscam justiça.

## Elenco e personagens

### Principal
- Philip Winchester como Procurador do Estado assistente Peter Stone
- Jon Seda como Investigador chefe Antonio Dawson
- Joelle Carter como Investigadora Laura Nagel
- Monica Barbaro como Procuradora do Estado assistente Anna Valdez
- Carl Weathers como Procurador do Estado do Condado de Cook Mark Jefferies

### Recorrente
- Lindsey Pearlman como Joy Fletcher
- Matthew C. Yee como Ronnie Chen
- Tyrone Phillips como Tyrone Jones
- Tim Kazurinsky como Judge Emerson
- Gary Basaraba como William O'Boyle
- James Vincent Meredith como Judge
- Rammel Chan como Virgil Li
- John Lu como Clerk

### Crossover
- Taylor Kinney como Tenente Kelly Severide (De Chicago Fire)
- Kara Killmer como Paramédica Sylvie Brett (De Chicago Fire)
- David Eigenberg como Tenente Christopher Hermann (De Chicago Fire)
- Eamonn Walker como Chefe Wallace Boden (De Chicago Fire)
- Jason Beghe como Sargento Hank Voight (De Chicago P.D.)
- Sophia Bush como Detetive Erin Lindsay (De Chicago P.D.)
- Marina Squerciati como Oficial Kim Burgess (De Chicago P.D.)
- LaRoyce Hawkins como Oficial Kevin Atwater (De Chicago P.D.)
- Amy Morton como Sargento Trudy Platt (De Chicago P.D.)
- Elias Koteas como Detetive Alvin Olinsky (De Chicago P.D.)
- Oliver Platt como Dr. Daniel Charles (De Chicago Med)
- Richard Brooks como Advogado de defesa Paul Robinette (De Law & Order)

## Episódios

### Episódio piloto (2016)
Para o episódio piloto, "Nº na série" e "Nº na temporada" referem-se ao lugar do episódio na ordem dos episódios da série originária Chicago P.D..
| N.º na série | N.º na temp. | Título    | Dirigido por     | Escrito por                                                                        | Exibição original  | Audiência (milhões) |
| ------------ | ------------ | --------- | ---------------- | ---------------------------------------------------------------------------------- | ------------------ | ------------------- |
| 59           | 21           | "Justice" | Jean de Segonzac | História por : Dick Wolf Roteiro por : Michael Brandt & Derek Haas & Matt Olmstead | 11 de maio de 2016 | 6.75                |

### 1.ª temporada (2017)
| N.º | Título                  | Dirigido por     | Escrito por                                                                          | Exibição original   | Audiência (milhões) |
| --- | ----------------------- | ---------------- | ------------------------------------------------------------------------------------ | ------------------- | ------------------- |
| 1 | "Fake"                  | Donald Petrie    | Michael S. Chernuchin                                                                | 1 de março de 2017  | 8.73                |
| O promotor estadual assistente Peter Stone e o investigador-chefe Antonio Dawson se preparam para processar o suspeito responsável pelo incêndio no armazém. Quando a suposta confissão do suspeito é considerada inadmissível e a defesa impede que Stone faça o interrogatório do réu, o Ministério Público deve encontrar um motivo e fazer justiça às vítimas e suas famílias. Esse episódio conclui um crossover com Chicago Fire e Chicago P.D. que começou em "Deathtrap" e continuou em "Emotional Proximity."                                                    |                         |                  |                                                                                      |                     |                     |
| 2 | "Uncertainty Principle" | Norberto Barba   | William N. Fordes                                                                    | 5 de março de 2017  | 7.21                |
| Depois que um suspeito morre sob custódia, Dawson é colocado em uma situação desconfortável quando o escritório do procurador do estado começa a acusar o policial Kevin Atwater de usar força excessiva ao prender o homem acusado de tráfico de drogas. Posteriormente, Stone é forçado a acusar Atwater de assassinato. |                         |                  |                                                                                      |                     |                     |
| 3 | "See Something"         | Fred Berner      | História por : Dick Wolf & Michael S. Chernuchin Roteiro por : Michael S. Chernuchin | 7 de março de 2017  | 6.07                |
| A Procuradoria do Estado está em uma situação delicada quando um estudante de pós-graduação muçulmano é encontrado brutalmente assassinado. Stone e Valdez tentam condenar um membro preconceituoso da fraternidade, mas descobrem que ele foi incriminado, levando Dawson e Nagel a prender o melhor amigo da vítima. Durante o julgamento, o melhor amigo admite o assassinato, mas afirma que foi porque descobriu que a vítima estava tramando um grande ataque terrorista, deixando Stone e Valdez questionando se foi um ato heroico ou um homicídio a sangue frio. |                         |                  |                                                                                      |                     |                     |
| 4 | "Judge Not"             | Elodie Keene     | April Fitzsimmons                                                                    | 12 de março de 2017 | 6.42                |
| Valdez fica em apuros quando testemunha o assassinato de um juiz popular após beber com ele em um bar. Stone questiona a relação de Valdez com a vítima e, quando ela não lhe dá uma resposta direta, ele se recusa a permitir que ela trabalhe no caso. No tribunal, a equipe descobre que o assassino é o ex-marido de uma vítima de estupro cujo agressor recebeu uma sentença branda do juiz. |                         |                  |                                                                                      |                     |                     |
| 5 | "Friendly Fire"         | Stephen Cragg    | Richard Sweren & April Fitzsimmons                                                   | 19 de março de 2017 | 5.74                |
| A equipe investiga o assassinato brutal de um veterano da Marinha. Stone e Valdez descobrem na autópsia que a vítima ingeriu um pen drive contendo informações confidenciais sobre uma missão malsucedida da Marinha na qual ele estava envolvido. Jeffries, um veterano militar, proíbe Stone de usar o vídeo como prova, causando atrito entre os dois. |                         |                  |                                                                                      |                     |                     |
| 6 | "Dead Meat"             | Eriq La Salle    | Lawrence Kaplow                                                                      | 26 de março de 2017 | 5.84                |
| Dawson e Nagel investigam o assassinato de um policial de Chicago. Eles inicialmente consideraram suicídio porque o policial tinha câncer, mas o legista descobriu que a vítima estava com o pescoço quebrado. Stone e Valdez determinam que o principal suspeito já havia sido inocentado por incêndio criminoso. |                         |                  |                                                                                      |                     |                     |
| 7 | "Double Helix"          | Donald Petrie    | Elizabeth Rinehart                                                                   | 2 de abril de 2017  | 5.91                |
| Nagel e Dawson ficam perturbados quando investigam o assassinato brutal de uma mulher grávida cujo bebê foi cortado de seu estômago. Stone e Valdez começam a processar a pessoa envolvida. Logo depois, as evidências apontam para o assassino ser parente de um serial killer que Stone prendeu. Enquanto isso, Nagel entra com um pedido de custódia conjunta de sua filha. |                         |                  |                                                                                      |                     |                     |
| 8 | "Lily's Law"            | Donald Petrie    | Allison Intrieri                                                                     | 9 de abril de 2017  | 5.53                |
| Depois que um veredicto de culpado é proferido, um jurado do caso é encontrado morto em um lago. A equipe investiga e descobre que ela realmente cometeu suicídio porque estava sendo perseguida e fortemente assediada. Stone faz tudo ao seu alcance para levar o responsável à justiça. |                         |                  |                                                                                      |                     |                     |
| 9 | "Comma"                 | Alex Zakrzewski  | Michael S. Chernuchin & Allison Intrieri                                             | 16 de abril de 2017 | 4.93                |
| A Procuradoria do Estado investiga o assassinato de uma estudante universitária, e seu principal suspeito é uma universitária que foi absolvida do assassinato de seu namorado na Espanha. Stone cava mais fundo e pensa que pode não ser ela. |                         |                  |                                                                                      |                     |                     |
| 10 | "Drill"                 | Vincent Misiano  | Richard Sweren                                                                       | 23 de abril de 2017 | 5.63                |
| Uma criança inocente é pega no fogo cruzado de uma crescente guerra de gangues. A Procuradoria do Estado investiga e descobre que as duas gangues usam as redes sociais para alimentar suas batalhas. Stone toma a polêmica decisão de tentar desligar os smartphones dos membros. |                         |                  |                                                                                      |                     |                     |
| 11 | "AQD"                   | Victor Nelli Jr. | Lawrence Kaplow & Elizabeth Rinehart                                                 | 30 de abril de 2017 | 6.15                |
| A equipe investiga o assassinato de um vereador antiambiental que foi assassinado em um acidente de atropelamento. Dawson e Nagel tentam encontrar o responsável, mas têm dificuldade em encontrar testemunhas. Valdez descobre que a motorista era uma mãe tentando freneticamente encontrar sua filha sequestrada, mas depois descobre que era uma farsa. Enquanto isso, Dawson encontra Sylvie Brett durante a investigação e pensa sobre seu antigo relacionamento.                                                                                                   |                         |                  |                                                                                      |                     |                     |
| 12 | "Fool Me Twice"         | Martha Mitchell  | Bill Chais & William N. Fordes                                                       | 7 de maio de 2017   | 5.35                |
| A equipe investiga o tiroteio de um homem dado como morto, mas a estrada é bloqueada por detetives trabalhando no mesmo caso. Mais tarde, Nagel revela que a vítima era seu informante confidencial, e Stone a impede de trabalhar no caso porque ela está muito próxima dele. |                         |                  |                                                                                      |                     |                     |
| 13 | "Tycoon"                | Fred Berner      | Bill Chais                                                                           | 14 de maio de 2017  | 5.73                |
| A Procuradoria do Estado investiga um acidente mortal com um guindaste que destruiu metade de um prédio e matou um homem em seu carro. Nagel fica desconfiado quando a vítima é identificada como genro de um poderoso incorporador imobiliário dono do prédio que desabou. |                         |                  |                                                                                      |                     |                     |

## Produção

### Desenvolvimento
O show foi confirmado em 21 de janeiro durante a turnê de imprensa de inverno da Television Critics Association de 2016, com o título de Chicago Law. Em 11 de março, o título foi alterado para Chicago Justice. As filmagens do piloto que foi ao ar no dia 11 de maio como o 21º episódio da terceira temporada de Chicago P.D. começaram em 28 de março. O piloto é parcialmente baseado em eventos históricos e é baseado em uma história verdadeira. Em 12 de maio de 2016, um dia depois que o piloto foi ao ar, a NBC deu ordem de produção para a série. A série estreou em 1.º de março de 2017, concluindo um crossover com Chicago Fire e Chicago P.D. Em seguida, correu em seu horário agendado aos domingos a partir de 5 de março de 2017.

### Escolha do elenco
Philip Winchester foi o primeiro a ser escalado em 19 de fevereiro de 2016, como Peter Stone, o promotor que colocou Voight na prisão anos atrás. Seu pai é Benjamin Stone, um promotor assistente nas primeiras quatro temporadas de Law & Order. Nazneen Contractor se juntou à série em 11 de março de 2016, e Joelle Carter em 14 de março de 2016. Carl Weathers juntou-se ao elenco em 19 de março como o advogado do Estado de Cook, Mark Jefferies, enquanto Ryan-James Hatanaka foi adicionado ao elenco em 24 de março. Lorraine Toussaint retomou seu papel no piloto como advogado de defesa Shambala Green, que apareceu em sete episódios de Law & Order. Nazneen Contractor saiu do show em 7 de julho de 2016, para se juntar ao elenco drama processual policial da CBS, Ransom. Em 25 de agosto de 2016, Monica Barbaro foi adicionada ao elenco. Em 28 de setembro, foi relatado que o personagem de Jon Seda, Antonio Dawson, passaria de P.D. para a Justice, onde Antonio se tornaria um investigador do Ministério Público do Estado. Com este movimento, Hatanaka partiu da série. Richard Brooks retomou seu papel de Law & Order de Paul Robinette no episódio "Uncertainty Principle". Tovah Feldshuh apareceu no episódio de estreia como sua personagem de Law & Order, Danielle Melnick, que se tornou uma juíza.

## Recepção

### Recepção da crítica
O site agregador de revisão Rotten Tomatoes informou uma classificação de aprovação de 73%, com uma classificação média de 5.20 em 10 com base em 11 críticas. O consenso crítico do site diz: "A primeira temporada de Chicago Justice não influenciará os não-crentes processuais, mas para os fãs da franquia, ela marca outra entrada sólida que deve satisfazer os espectadores fiéis e os recém-chegados". No Metacritic, que usa uma média ponderada, a série marcou 57 de 100, com base em 9 críticas, indicando geralmente "revisões mistas ou médias".

### Audiência
| №  | Título                  | Exibição original   | Rating/share (18–49) | Audiência (em milhões) | DVR (18–49) | Audiência em DVR (milhões) | Total (18–49) | Audiência total (em milhões) |
| -- | ----------------------- | ------------------- | -------------------- | ---------------------- | ----------- | -------------------------- | ------------- | ---------------------------- |
| 1  | "Fake"                  | 1 de março de 2017  | 1.7/7                | 8.73                   | N/A         | N/A                        | N/A           | N/A                          |
| 2  | "Uncertainty Principle" | 5 de março de 2017  | 1.4/4                | 7.21                   | N/A         | N/A                        | N/A           | N/A                          |
| 3  | "See Something"         | 7 de março de 2017  | 1.3/5                | 6.07                   | 0.7         | 3.22                       | 2.0           | 9.28                         |
| 4  | "Judge Not"             | 12 de março de 2017 | 1.2/4                | 6.42                   | N/A         | 2.34                       | N/A           | 8.77                         |
| 5  | "Friendly Fire"         | 19 de março de 2017 | 1.0/4                | 5.74                   | 0.6         | 2.64                       | 1.6           | 8.38                         |
| 6  | "Dead Meat"             | 26 de março de 2017 | 1.0/4                | 5.84                   | 0.6         | 2.65                       | 1.6           | 8.49                         |
| 7  | "Double Helix"          | 2 de abril de 2017  | 0.9/3                | 5.91                   | 0.6         | 2.59                       | 1.5           | 8.50                         |
| 8  | "Lily's Law"            | 9 de abril de 2017  | 1.0/4                | 5.53                   | N/A         | 2.50                       | N/A           | 8.03                         |
| 9  | "Comma"                 | 16 de abril de 2017 | 0.9/3                | 4.93                   | 0.6         | 2.69                       | 1.5           | 7.61                         |
| 10 | "Drill"                 | 23 de abril de 2017 | 1.0/4                | 5.63                   | 0.5         | 2.38                       | 1.5           | 8.01                         |
| 11 | "AQD"                   | 30 de abril de 2017 | 1.1/4                | 6.15                   | N/A         | N/A                        | N/A           | N/A                          |
| 12 | "Fool Me Twice"         | 7 de maio de 2017   | 1.0/4                | 5.35                   | N/A         | 2.43                       | N/A           | 7.78                         |
| 13 | "Tycoon"                | 14 de maio de 2017  | 1.1/4                | 5.73                   | N/A         | 2.48                       | N/A           | 8.20                         |

## Lançamento em DVD
| Chicago Justice – Season One                                                                                    | | | | | |
| Detalhes do DVD                                                                                                 | Detalhes do DVD                                                                                                 | Detalhes do DVD                                                                                                 | Características Especiais | Características Especiais | Características Especiais |
| - 13 episódios - 3 discos - Áudio em Inglês (Dolby Digital 5.1 Surround) - Legendas: Inglês, Francês e Espanhol | - 13 episódios - 3 discos - Áudio em Inglês (Dolby Digital 5.1 Surround) - Legendas: Inglês, Francês e Espanhol | - 13 episódios - 3 discos - Áudio em Inglês (Dolby Digital 5.1 Surround) - Legendas: Inglês, Francês e Espanhol | - Episódio crossover com Chicago Fire: - "Deathtrap" - Parte um do crossover de três partes que termina em "Fake". - Episódio crossover com Chicago P.D.: - "Emotional Proximity" - Parte dois do crossover de três partes que começa em "Deathtrap" e termina em "Fake". | - Episódio crossover com Chicago Fire: - "Deathtrap" - Parte um do crossover de três partes que termina em "Fake". - Episódio crossover com Chicago P.D.: - "Emotional Proximity" - Parte dois do crossover de três partes que começa em "Deathtrap" e termina em "Fake". | - Episódio crossover com Chicago Fire: - "Deathtrap" - Parte um do crossover de três partes que termina em "Fake". - Episódio crossover com Chicago P.D.: - "Emotional Proximity" - Parte dois do crossover de três partes que começa em "Deathtrap" e termina em "Fake". |
| Datas de lançamento                                                                                             | | | | | |
| Região 1 | Região 1 | Região 2 | Região 2 | Região 4 | Região 4 |
| 12 de setembro de 2017                                                                                          | 12 de setembro de 2017                                                                                          | 25 de setembro de 2017                                                                                          | 25 de setembro de 2017 | 7 de fevereiro de 2018 | 7 de fevereiro de 2018 |